# USS Timmerman (DD-828)
USS Timmerman (DD-828/EDD-828/AG-152) là một tàu khu trục lớp Gearing được Hải quân Hoa Kỳ chế tạo vào giai đoạn cuối Chiến tranh Thế giới thứ hai. Nó là chiếc tàu chiến duy nhất của Hải quân Mỹ được đặt theo tên Trung sĩ Thủy quân Lục chiến Grant F. Timmerman (1919-1944), người đã tử trận trong Trận Saipan và được truy tặng Huân chương Danh dự. Công việc chế tạo nó bị tạm dừng sau khi chiến tranh kết thúc, rồi được hoàn tất như một thiết kế tàu khu trục thử nghiệm dùng để đánh giá những cấu hình động lực khác nhau cho đến khi ngừng hoạt động năm 1956. Nó bị bán để tháo dỡ năm 1959.

## Thiết kế và chế tạo
Timmerman được đặt lườn tại xưởng tàu của hãng Bath Iron Works ở Bath, Maine vào ngày 1 tháng 10 năm 1945. Tuy nhiên sau khi chiến tranh kết thúc, công việc chế tạo nó bị tạm dừng vào ngày 7 tháng 1 năm 1946 khi mới chỉ hoàn tất được 45,5%. Lườn tàu được tiếp tục hoàn tất như một tàu khu trục thử nghiệm mang ký hiệu lườn EDD-828, và được hạ thủy vào ngày 19 tháng 5 năm 1951; được đỡ đầu bởi bà Fred Timmerman, và nhập biên chế cùng Hạm đội Đại Tây Dương vào ngày 26 tháng 9 năm 1952 dưới quyền chỉ huy của Hạm trưởng, Trung tá Hải quân Edward E. Hoffman.
Timmerman được chế tạo với một cấu trúc thượng tầng bằng nhôm, nhằm thử nghiệm đánh giá một kiểu thiết kế tiên tiến với trọng lượng nhẹ và công suất cao trong điều kiện hoạt động thực tế. Được bố trí trên cùng một khoang động cơ của một chiếc lớp Gearing tiêu chuẩn, hệ thống động lực của nó được thiết kế để đạt đến công suất 100.000 shp (75.000 kW) thay vì chỉ 60.000 shp (45.000 kW) như của lớp Gearing. Hệ thống động cơ của nó nguyên được dự định dành cho chiếc USS Percival (DD-452), một tàu khu trục lớp Fletcher mà việc chế tạo bị hủy bỏ vào ngày 7 tháng 1 năm 1946, trước khi được đặt lườn.

## Lịch sử hoạt động

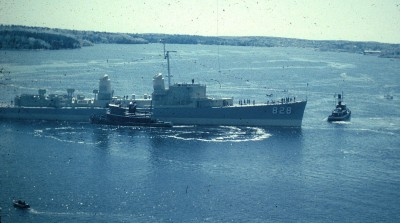
Timmerman khi hạ thủy vào ngày 19 tháng 5 năm 1951.

Hoạt động trong thành phần Lực lượng Phát triển Tác chiến trực thuộc Quân khu Hải quân 1 và đặt căn cứ tại Boston, Massachusetts, Timmerman thử nghiệm hệ thống động lực của nó trong bốn năm tiếp theo. Con tàu được xếp lại lớp như một tàu phụ trợ đa dụng và mang kế hiệu lườn mới AG-152 vào ngày 11 tháng 1 năm 1954.
Timmerman được cho xuất biên chế tại Boston vào ngày 27 tháng 7 năm 1956, nó được cho chuyển đến Philadelphia, Pennsylvania vào tháng 9 và được đưa về Hạm đội Dự bị Đại Tây Dương. Đến đầu năm 1958, con tàu bị đánh giá là không còn phù hợp để phục vụ và được rút tên khỏi danh sách Đăng bạ Hải quân vào ngày 4 tháng 4 năm 1958. Đến ngày 21 tháng 4 năm 1959, nó bị bán cho hãng Boston Metals Co. tại Baltimore, Maryland để tháo dỡ.